# مانويل أوليفاريس
مانويل أوليفاريس لابينا (2 أبريل 1909 - 16 فبراير 1976) هو مهاجم ومدرب كرة قدم إسباني.
في 82 مباراة فقط في الليغا سجل 56 هدفاً، معظمها مع ريال مدريد الذي فاز معه بثلاثة ألقاب كبرى.

## مسيرة الأندية
وُلد أوليفاريس في سون سيرفيرا، جزر البليار، وانضم إلى ديبورتيفو ألافيس في عام 1928 وظهر لأول مرة في الدوري الإسباني في موسم 1930–31، وسجل عشرة أهداف في 14 مباراة حيث أنهى الباسكي المركز الثامن (من بين عشرة أندية). في الموسم التالي، وقع لعملاق ريال مدريد .
في أول عامين له مع النادي الأبيض، سجل أوليفاريس أهدافًا بمعدل مثير للإعجاب، حيث فاز ببطولتين دوري متتاليتين وكأس ملك في 1934. في موسم 1932–1933، سجل 16 هدفًا في 14 مباراة فقط ليفوز على جائزة البيتشيتشي.
أمضى أوليفاريس ثلاث سنوات أخرى في الدرجة الأولى، مع دونستيا (ريال سوسيداد حاليًا) وريال سرقسطة وإيركوليس. في عام 1935 بدأ مسيرته التدريبية مع النادي الثاني، واستمر في العمل كمدرب لاعب لعدة فرق حتى عام 1943 واعتزل بالتأكيد كلاعب مع فريق ألغيسيراس في الدوريات الإقليمية.
في 1944–45، قاد أوليفاريس سالامانكا إلى الدرجة الثانية، حيث هبط في الموسم التالي. توفي في 16 فبراير 1976 في مدريد عن عمر يناهز 66 عامًا.

## المسيرة الدولية
لعب أوليفاريس مرة واحدة مع إسبانيا، حيث ظهر في المباراة التي خسر فيها 0-2 ودية أمام تشيكوسلوفاكيا في 14 يونيو 1930.

## الألقاب

### كلاعب
ريال مدريد
- الدوري الاسباني : 1931–32 ، 1932–33
- كأس ملك إسبانيا : 1934
- بيتشيتشي : 1932–33

### كمدرب
سالامانكا
- الدرجة الثالثة : 1944–45

## روابط خارجية
- مانويل أوليفاريس على BDFutbol
- مانويل أوليفاريس manager profile على BDFutbol
- مانويل أوليفاريس على فرق كرة القدم الوطنية.كوم
- احصائيات اسبانيا في الاتحاد الأوروبي لكرة القدم